# Uxantis elongata
Uxantis elongata är en insektsart som beskrevs av Melichar 1902. Uxantis elongata ingår i släktet Uxantis och familjen Flatidae. Inga underarter finns listade i Catalogue of Life.